# Rotegg
Das Rotegg, auch Roteck oder Karspitze, ist ein 2796 m ü. A. hoher Berggipfel der Villgratner Berge an der Grenze zwischen den Gemeinden St. Veit in Defereggen im Nordwesten und Außervillgraten im Südosten (Osttirol, Österreich).

## Lage
Das Rotegg liegt im Norden der Villgratner Berge. Der Gipfel befindet sich am zentralen Hauptkamm zwischen der Falkamspitze (2827 m ü. A.) im Südwesten und der Karnase (2714 m ü. A.) im Nordosten. An den Nordflanken liegt das Quellgebiet des Stemmeringer Almbachs. Südwestlich befindet sich der Falkommsee und darunter das Quellgebiet des Schrentebachs, eines Quellbachs des Winkeltalbachs.

## Anstiegsmöglichkeiten
Das Rotegg ist ein unbedeutender Berg, der in der Regel nur Im Zuge einer Überschreitung vom Gsaritzer Törl zum Wagenstein (I+) begangen wird. Hierbei werden Karnase, Rotegg und Falkamspitze überschritten.